# Palais Schebek
Le Palais Schebek (en tchèque : Schebkův palác), également connu sous le nom de "La Maison de l'Ange", est un bâtiment néo-renaissance situé dans la Nouvelle Ville, dans le centre de Prague. L'édifice est protégé en tant que monument culturel de la République Tchèque
,.

## Histoire
Avant la construction de l'actuel palais, le terrain était occupé par un orphelinat. Il a été vendu à deux magnats du chemin de fer, Jan Schebek et František Ringhoffer, en 1868,. Ceux-ci ont commandé l'édifice actuel, inspiré par la Renaissance de Rome, et le bâtiment a été construit entre 1870 et 1872. Conçu à l'origine avec trois étages, des étages supplémentaires ont été ajoutés depuis. Le bâtiment comporte une cour rectangulaire en son centre. Les plafonds comportent des peintures murales par Viktor Barvitius, des sculptures de Josef Wagner, et un vaste escalier de marbre.
Après la Première Guerre mondiale, le bâtiment est devenu le siège du Bureau Bancaire du Ministère des Finances, en 1919, qui fut transformé en Banque Nationale de Tchécoslovaquie en 1926. La banque a été propriétaire de l'immeuble jusqu'en 1963, lorsqu'il a été repris par l'Académie des Sciences Tchécoslovaque (SC).
Actuellement, le bâtiment abrite le Centre pour la Recherche Économique et l'Enseignement Supérieur – Institut d'Économie (CERGE-EI), et il est détenu par une unité de l'Académie tchèque des Sciences.

## Galerie

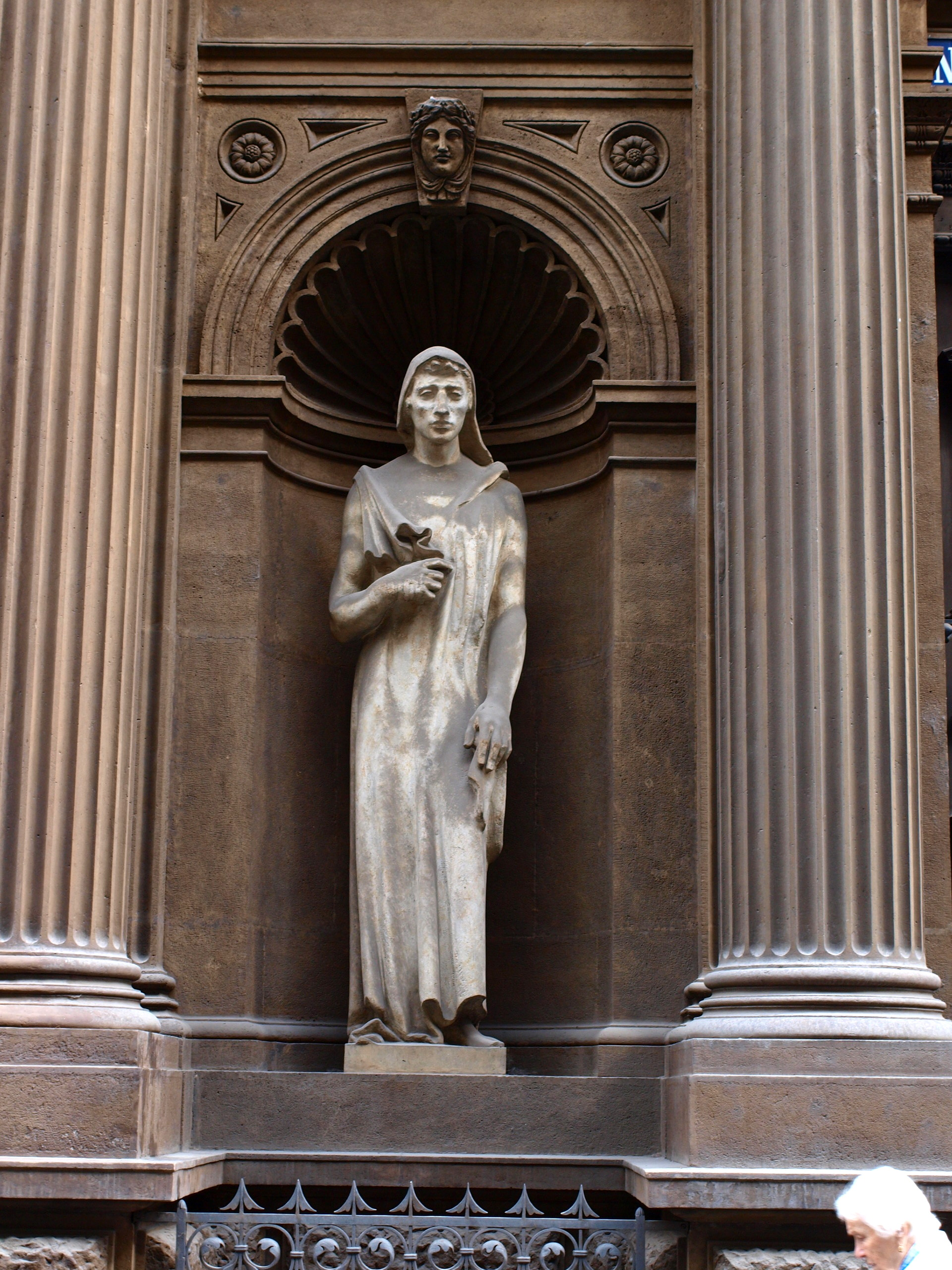
Sculpture
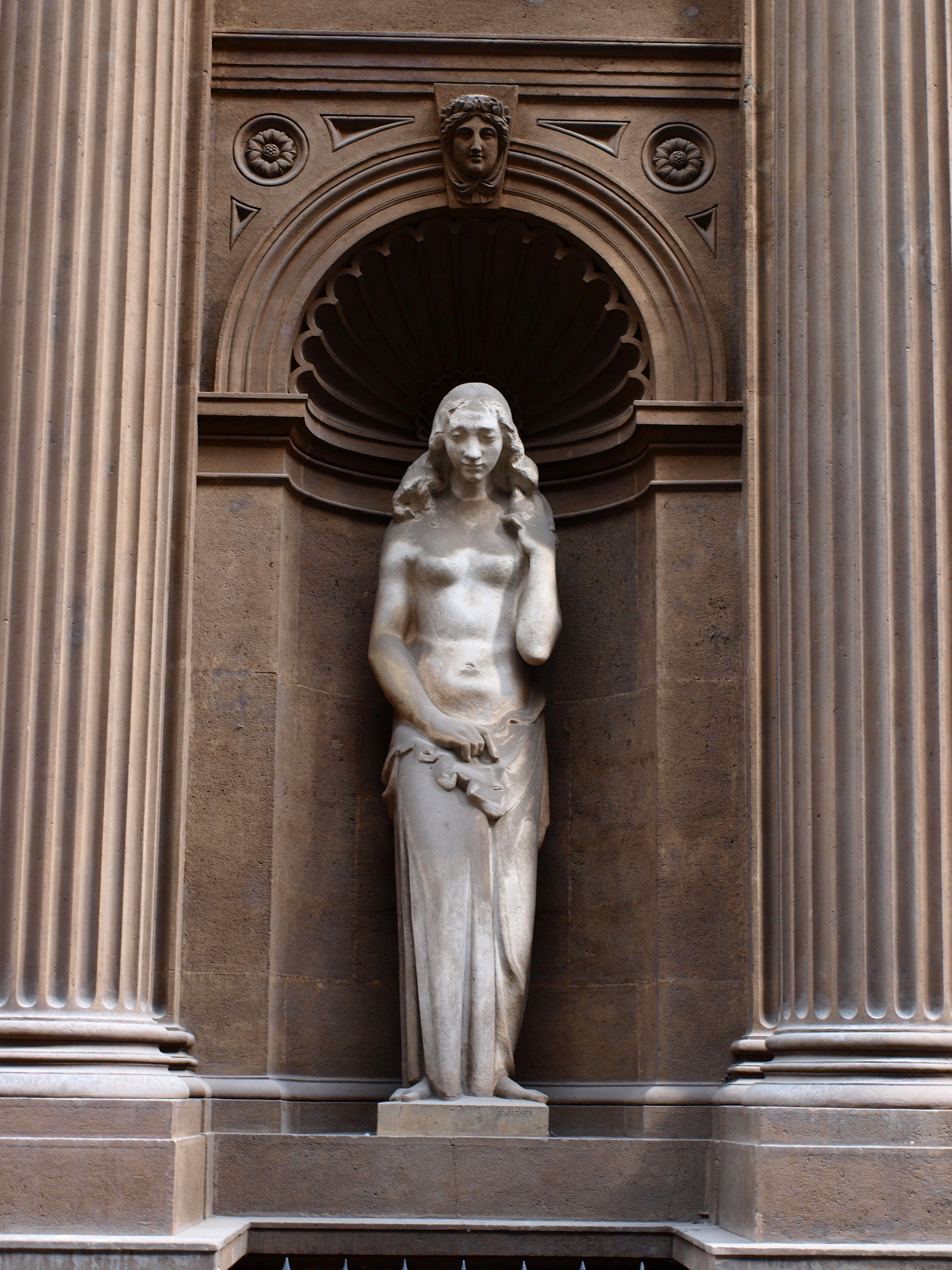
Sculpture
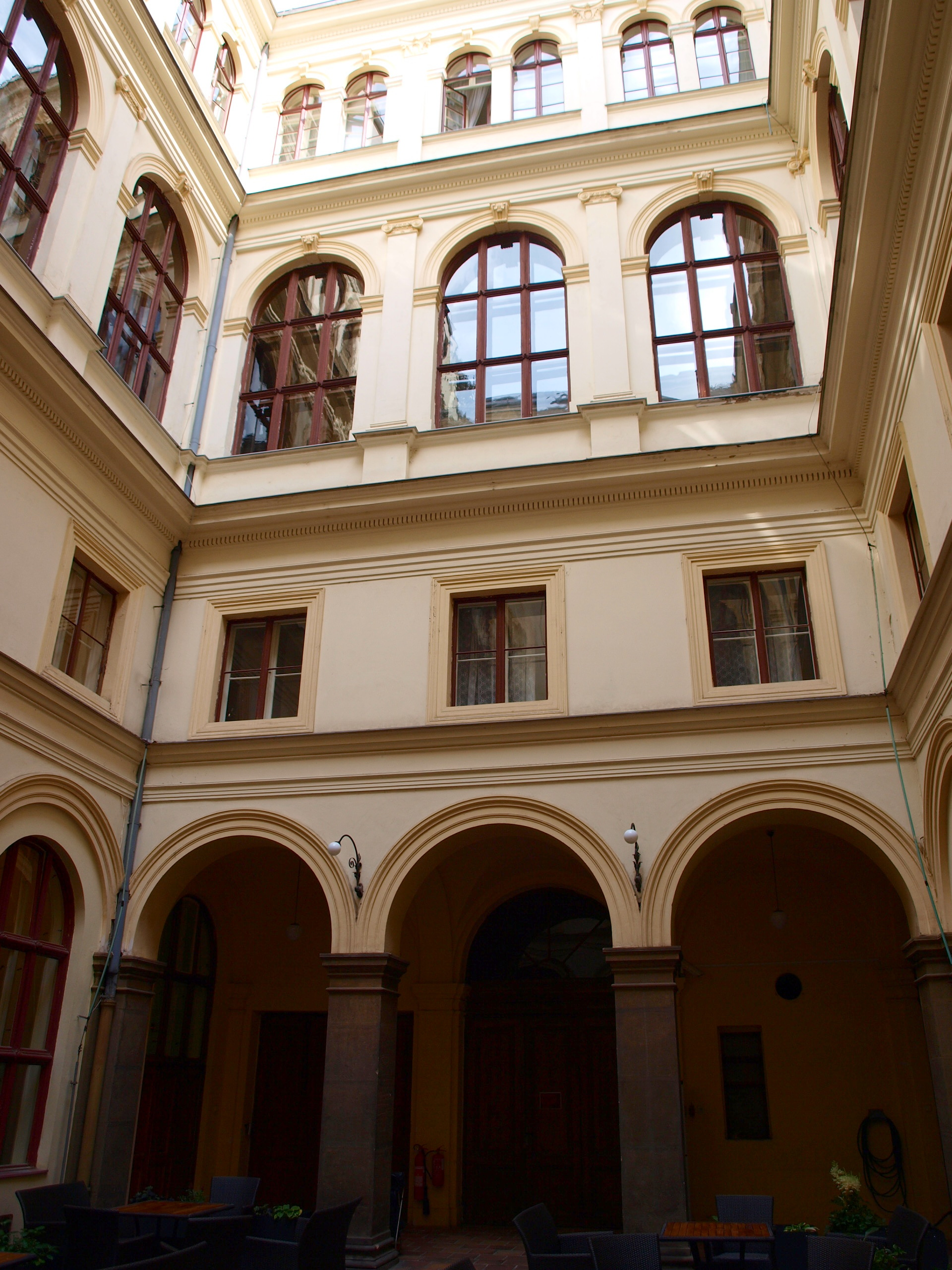
Cour
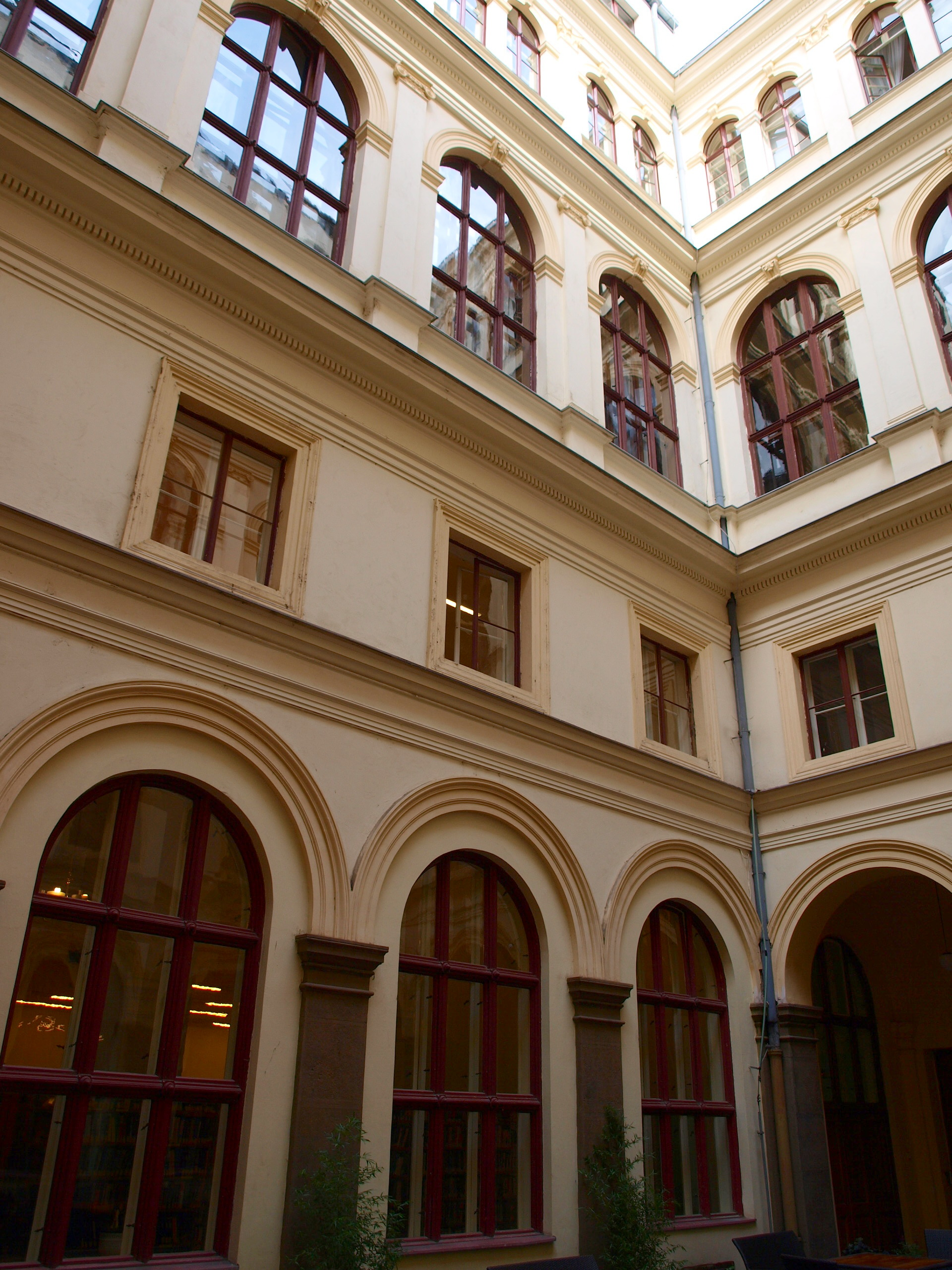
Cour
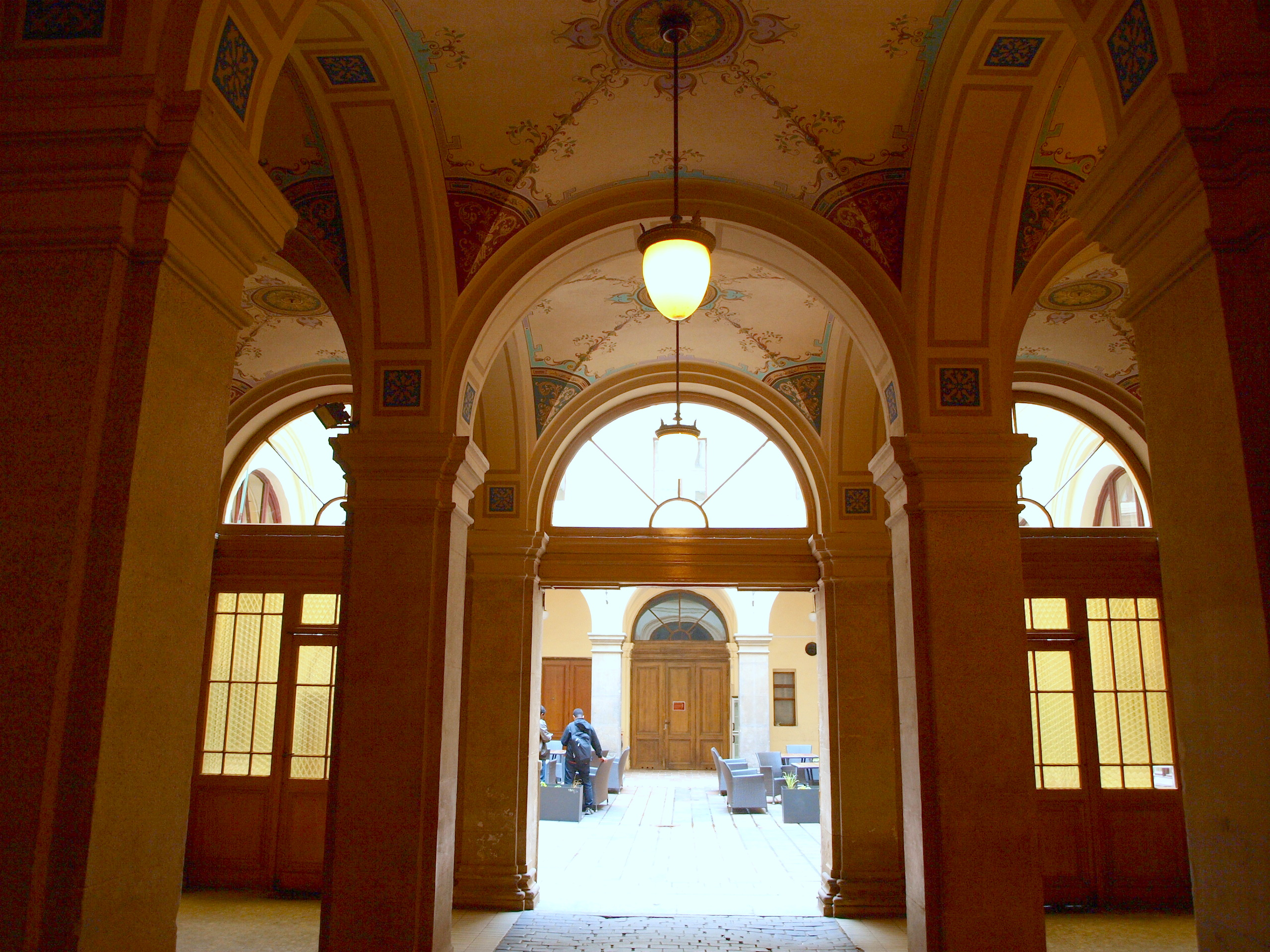
Vestibule
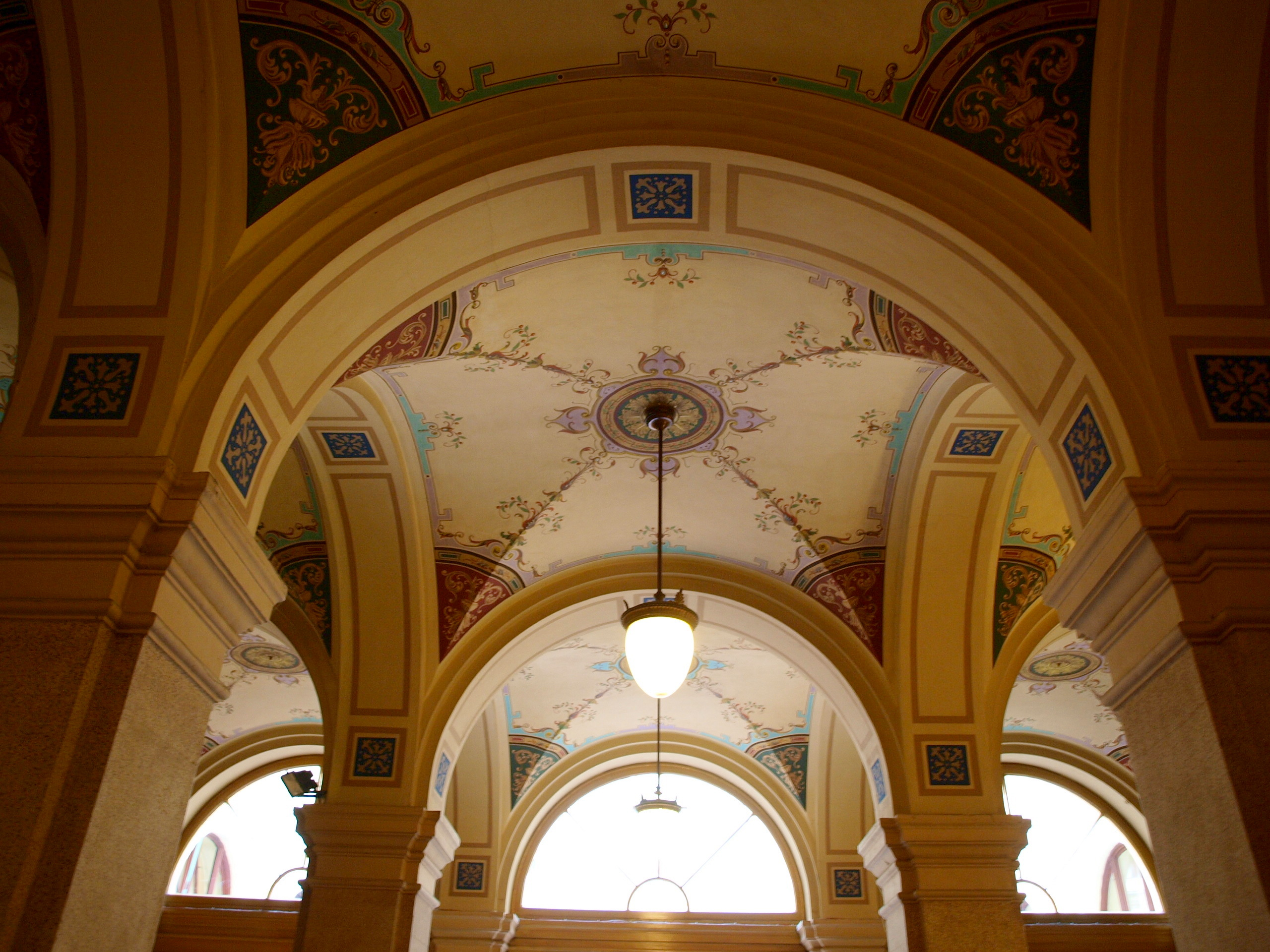
Vestibule
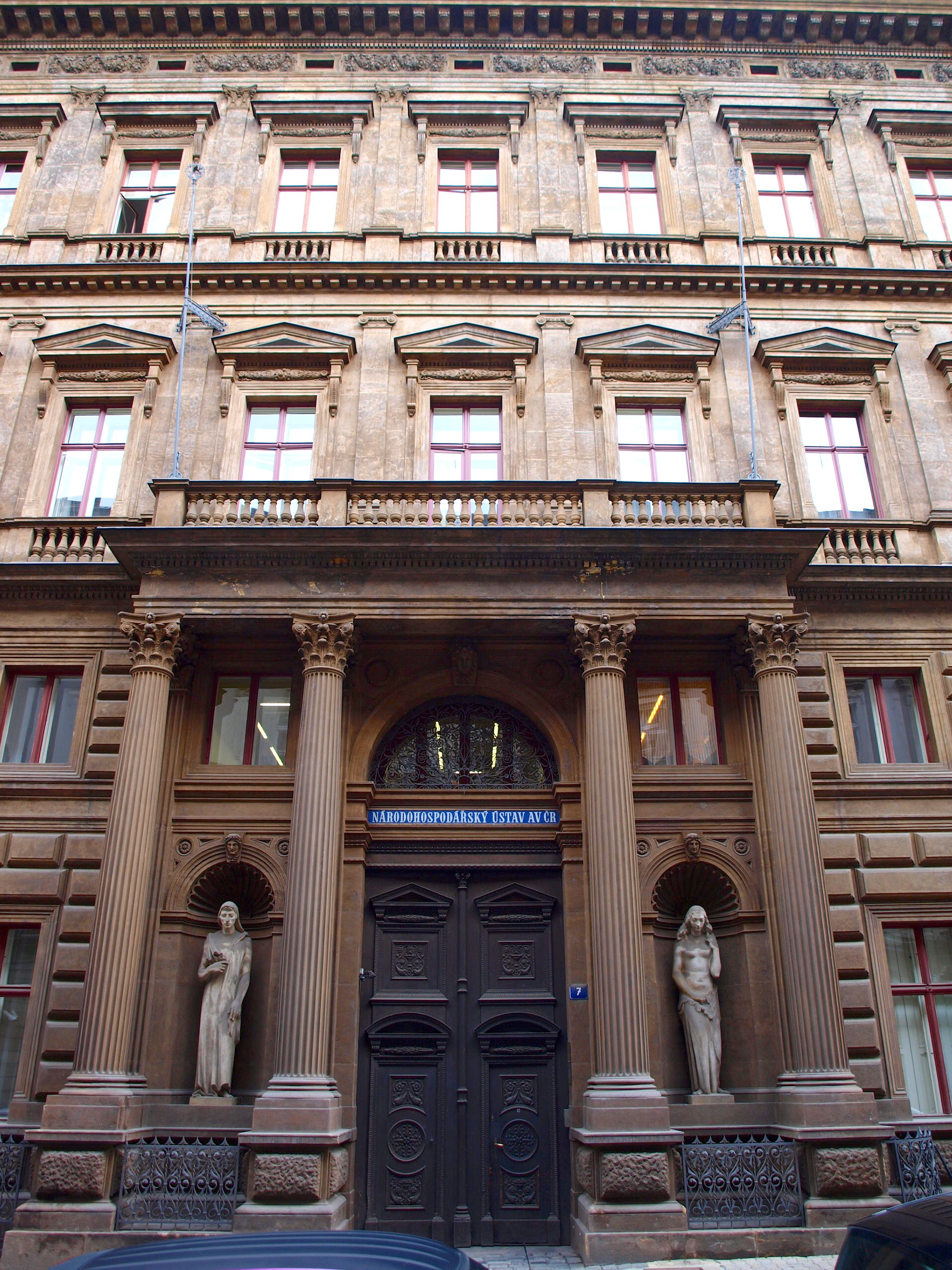
Entrée du palais